# فرناندو مولر
فرناندو مولر (بالألمانية: Fernando Bascopé Müller) (و. 1962 – م) هو عالم عقيدة، وكاهن كاثوليكي، وأسقف، وقس، من بوليفيا، ولد في سانتا كروز دي لا سييرا.